# Naghmeh
Naghmeh (persiska: نغمه) är ett persiskt kvinnonamn och betyder sång, melodi eller ton. Det finns idag cirka 117 stycken med tilltalsnamnet Naghmeh i Sverige.